# Stenichneumon posticalis
Stenichneumon posticalis là một loài tò vò trong họ Ichneumonidae.